# Bruno Skalweit
Bruno Skalweit (* 29. Oktober 1867 in Labiau; † 17. April 1926 in Königsberg i. Pr.) war ein deutscher Agronom. In Königsberg lehrte er landwirtschaftliche Betriebslehre.

## Leben
Skalweit besuchte das Kneiphöfsche Gymnasium. Ab 1888 studierte er an der Landwirtschaftlichen Hochschule Berlin, später an der Humboldt-Universität zu Berlin Agrarwissenschaften. Zwischenzeitlich arbeitete er praktisch in der Landwirtschaft. Erst 1902 machte er sein Examen für das Lehramt der Landwirtschaft. Ein Jahr darauf wurde er zum Dr. phil. promoviert. In den folgenden neun Jahren war er beim Deutschen Generalkonsulat in London als landwirtschaftlicher Sachverständiger tätig. Hier erwarb er genauere Kenntnisse der englischen Landwirtschaft. Im Jahre 1912 habilitierte er sich an der Albertus-Universität Königsberg für Landwirtschaftliche Betriebslehre, wurde 1915 zum Professor ernannt und erhielt 1920 den Lehrstuhl. Viele gute Landwirte verdankten ihm ihre gediegene Ausbildung, was einem neuzeitlichen Ausbau der Agrarprovinz Ostpreußen zugutekam. Seine Schriften betreffen die englische und die ostpreußische Agrartechnik. Sein Buch über die ostpreußische Landwirtschaft ist die erste wissenschaftliche Darstellung dieses Themas.

## Werke
- Die ökonomischen Grenzen der Intensivierung der Landwirtschaft unter besonderer Berücksichtigung Mittel- und Nordwest-Deutschlands. Neudruck 2010, ISBN 978-1168304391.
- Die englische Landwirtschaft, Entwicklung, Betrieb, Lage, mit Berücksichtigung der volkswirtschaftlichen Bedeutung. Berlin 1915.
- Die Landwirtschaft in der litauischen Gouvernements, ihre Grundlagen und Leistungen. Jena 1918.
- Grundlagen und Betrieb der ostpreußischen Landwirtschaft, 1923.